# Hattuluoto (ö i Satakunta)
Hattuluoto är en ö i Finland. Den ligger i vattendraget Kumo älv och i kommunen Kumo i den ekonomiska regionen  Björneborgs ekonomiska region  och landskapet Satakunta, i den sydvästra delen av landet, 180 km nordväst om huvudstaden Helsingfors. Öns area är 2,4 hektar och dess största längd är 190 meter i öst-västlig riktning.